# Championnats d'Afrique de trampoline 2012
Les championnats d'Afrique de trampoline 2012 se déroulent en décembre 2012 à Pretoria, en Afrique du Sud et sont organisés conjointement avec les Championnats d'Afrique de gymnastique rythmique 2012 et les Championnats d'Afrique de gymnastique aérobic 2012.
En trampoline individuel, l'Algérien Tewfik Chikhi est médaillé d'or, le Sud-Africain Zander Biewenga est médaillé d'argent et l'Égyptien Seif Asser Sherif est médaillé de bronze. L'Égypte est médaillée d'argent en trampoline par équipe.
L'Algérie est médaillée d'or en trampoline par équipe et en tumbling par équipe.